# Amistad de los pueblos

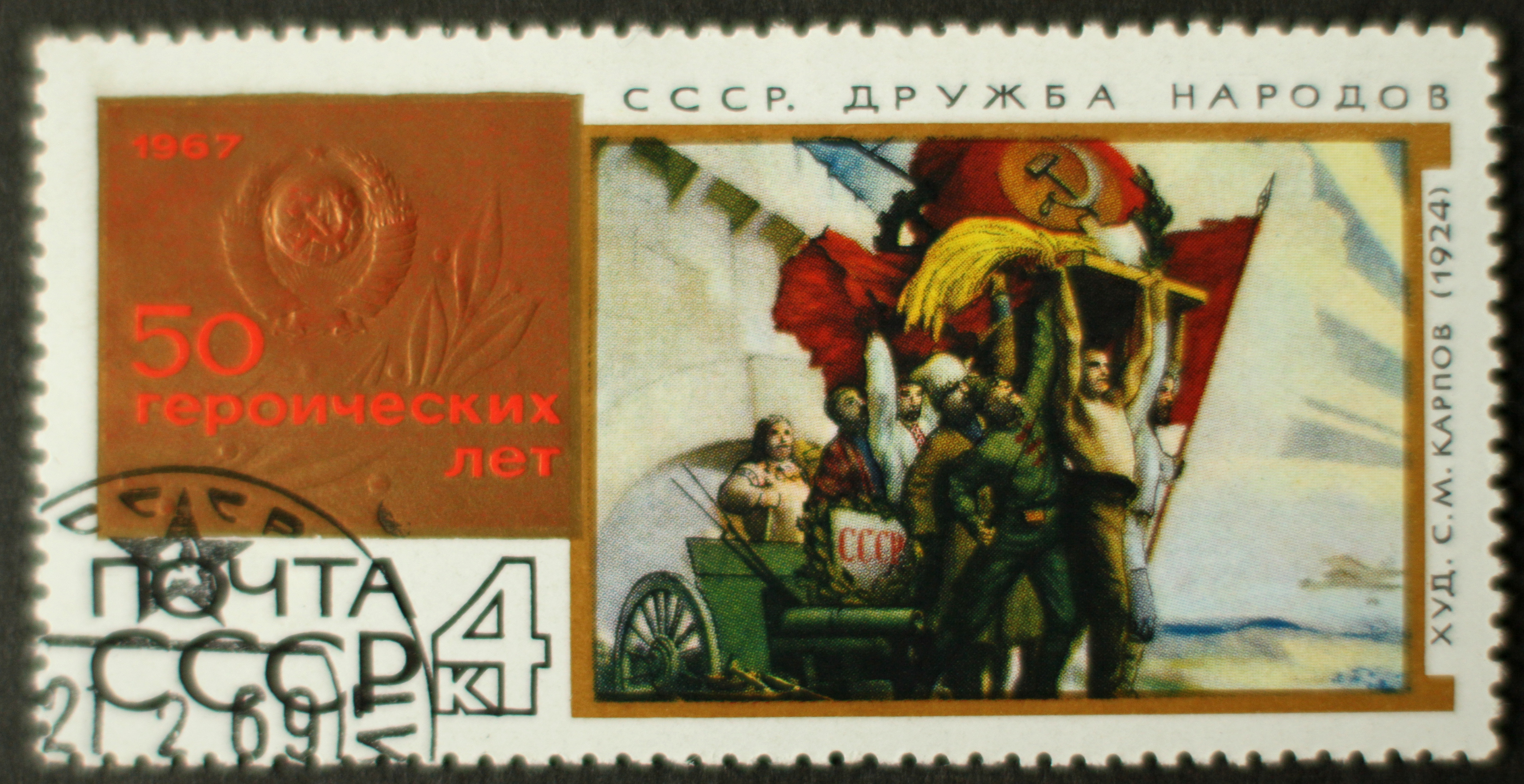
Estampilla soviética de 1967 alegórica a la amistad de los pueblos.

La Amistad de los pueblos (en ruso: дружба народов, druzhba naródov) es un concepto introducido por la teoría de clases marxista. Según Marx, el nacionalismo es solo una herramienta de las clases dominantes para mantener dividido al proletariado, volviéndolo así más fácil de controlar y explotar. Tras el desarrollo de la lucha de clases y la consecuente abolición de todas las clases sociales, la hermandad natural de todos los trabajadores tornaría obsoleto el concepto de naciones separadas. Mark Rosental y Pável Yudin definen el concepto como la colaboración fraternal y ayuda mutua de naciones y nacionalidades de la sociedad socialista, ley característica y fuerza motriz de dicha sociedad.
El Imperio ruso fue bautizado por Vladímir Lenin como La cárcel de los pueblos. La Unión Soviética, como sucesora del imperio, proclamó que el objetivo de su política nacional era forjar una nueva entidad nacional, la del pueblo soviético. A pesar de que la URSS a menudo afirmaba haber obtenido avances significativos en la "cuestión de nacionalidades", sus conflictos interétnicos tuvieron cierta influencia en su proceso de disolución, a comienzos de los años 1990.